# EDHEC Business School
A EDHEC Business School é uma escola de comércio europeia com campus em Paris, Londres, Lille, Nice e Singapore. Foi fundada em 1906.

## Descrição
A EDHEC possui tripla acreditação; AMBA, EQUIS e AACSB. A escola possui cerca de 24.000 ex-alunos. Entre seus ex-alunos estão Delphine Arnault (CEO Christian Dior Couture) o Jean-Jacques Goldman (cantor)

## Programas
A EDHEC possui mestrado em Administração e várias outras áreas, tais como Marketing, Finanças, Mídia e Recursos Humanos. Possui também um MBA Executivo. Finalmente, a EDHEC também possui programa de doutorado (PhD). 

## Rankings
Em 2015, seu mestrado em Administração foi considerado como 18° melhor do mundo pela Financial Times. Seu MBA  é considerado como o 84º melhor do mundo, e em 2015 o relatório da Financial Times considerou a EDHEC como a 25º melhor na Europa. 